# Sundae (worst)
Sundae is een gerecht uit de Koreaanse keuken vergelijkbaar met bloedworst. De meest voorkomende sundae-variant bevat dang myeon, gerst en varkensbloed en soms perillabladeren. Het is een snack die vaak aan de kant van de weg wordt verkocht, maar ook wel in de supermarkt te vinden is.
Sundae wordt vaak gegeten met zout.

## Gerechten gemaakt met sundae
- Sundae guk (순대국) - stoofpot met sundae
- Sundae bokkeum (순대볶음) - geroerbakte rijst met sundae en groenten
- Baeksundae (백순대)